# 克拉伦敦法典
克拉伦敦法典（Constitutions of Clarendon）是1164年英王亨利二世颁布的扩大王权，限制教会特权和教会法庭权力的法典。名称源于威尔特郡用于皇家狩猎的克拉伦敦宫，法典在此公布。亨利二世企图以此收回教会的圣职推荐权，其一系列举措导致与坎特伯雷大主教托马斯·贝克特的矛盾激化，贝克特被杀导致亨利二世与教廷的对立，被教廷處以破门律。最终亨利二世向贝克特的尸骸忏悔，《克拉伦敦法典》被取消。